# John Anthony
John Anthony (North Shields, 3 december 1944) is een Brits muziekproducent, voornamelijk bekend uit de jaren zeventig van de 20e eeuw. Een uitspraak van hem is "There's one right way to an album, and four hunderd wrong ones".
Zijn muzikale loopbaan begon als diskjockey in Windsor, alwaar hij ook zong in twee onbekend gebleven bands: The Soul Agents en Hogsnort Rupert and The Good Good Band. Hij verhuisde naar Londen en draaide muziek in The Roundhouse, de UFO Club, Middle Earth en Speakeasy. In 1968 maakte hij samen met Yes een demo en trad aan als muziekproducent. In 1969 ging hij aan de slag bij Mercury Records, afdeling A&R en trad als muziekproducent op van het bandje Smile waarin Brian May en Roger Taylor van het latere Queen speelden. Hij werd ook producent van het eerste album van Van der Graaf Generator, The Aerosol Grey Machine. Dat album kwam onder de aandacht van Tony Stratton-Smith, oprichter en baas van het platenlabel Charisma Records. Stratton-Smith benoemde Anthony tot A&R-man van Charisma. Hij gaf vervolgens leiding aan de Six Bob Tour in 1971 met Charismabands als Genesis, Lindisfarne en Van der Graaf Generator. Anthony startte zijn eigen productiemaatschappij Neptune, kocht zich in in de Trident Studios en tekende Queen voor Neptune. Een door Anthony geproduceerde demo van Queen kwam in handen van muziekproducent Roy Thomas Baker, die het verder uitbouwde tot het studioalbum Queen I. Voor dat album was onder andere David Hentschel geluidstechnicus; hij werd later ook muziekproducent van onder meer Genesis. Anthony heeft ook samengewerkt met Roxy Music en Al Stewart.  
Anthony vertrok naar de Verenigde Staten om er te gaan werken voor A & M Records in New York, alwaar hij Garland Jeffreys en The Stranglers onderbracht. In de jaren tachtig van de 20e eeuw verdween hij van het muziekpodium.